# Damjan Dervarič
Damjan Dervarič (* 6. Februar 1982 in Ljubljana, SR Slowenien) ist ein slowenischer Eishockeyspieler, der seit 2014 beim HKm Zvolen in der slowakischen Extraliga unter Vertrag steht.

## Karriere
Damjan Dervarič begann seine Karriere als Eishockeyspieler in seiner Heimatstadt bei HDD Olimpija Ljubljana, für dessen Profimannschaft er von 1999 bis 2005 in der slowenischen Eishockeyliga aktiv war. In diesem Zeitraum wurde der Verteidiger zwischen 1999 und 2004 fünf Mal in Folge Slowenischer Meister. Anschließend wechselte er zu Olimpijas Ligarivalen HK Jesenice, mit dem er in den Jahren 2006, 2008 und 2009 ebenfalls die nationale Meisterschaft gewann und für den er ab der Saison 2006/07 überwiegend in der Österreichischen Eishockey-Liga zum Einsatz kam.  
Die Saison 2009/10 begann Dervarič beim HDK Stavbar Maribor in der Slohokej Liga, kehrte im Januar 2010 jedoch zu Olimpija Ljubljana zurück, für das er bis Saisonende ausschließlich in der slowenischen Eishockeyliga auf dem Eis stand. Seit der Saison 2010/11 gehörte der Nationalspieler wieder dem Team Olimpijas aus der Österreichischen Eishockey-Liga an. Nach vier Jahren verließ er seine Geburtsstadt erneut und schloss sich 2014 dem HKm Zvolen an, mit dem er in der slowakischen Extraliga spielt.

### International
Für Slowenien nahm Dervarič im Juniorenbereich an den U18-Weltmeisterschaften der Europa-Division I 1999 und 2000 sowie der U20-C-Weltmeisterschaft 2000 und nach der Umstellung auf das heutige Divisionssystem an den U20-Weltmeisterschaften 2001 in der Division II und 2002 in der Division I teil. 
Im Seniorenbereich stand er im Aufgebot seines Landes bei den Weltmeisterschaften der Top-Division 2003, 2005, 2008 und 2011. 2004, 2007 und 2012 spielte er in der Division I. Zudem vertrat er seine Farben bei den Qualifikationsturnieren für die Olympischen Winterspiele 2006 und 2010.

## Erfolge und Auszeichnungen
| - 2000 Slowenischer Meister mit dem HDD Olimpija Ljubljana - 2001 Slowenischer Meister mit dem HDD Olimpija Ljubljana - 2002 Slowenischer Meister mit dem HDD Olimpija Ljubljana - 2003 Slowenischer Meister mit dem HDD Olimpija Ljubljana - 2004 Slowenischer Meister mit dem HDD Olimpija Ljubljana | - 2006 Slowenischer Meister mit dem HK Jesenice - 2008 Slowenischer Meister mit dem HK Jesenice - 2009 Slowenischer Meister mit dem HK Jesenice - 2012 Slowenischer Meister mit dem HDD Olimpija Ljubljana - 2013 Slowenischer Meister mit dem HDD Olimpija Ljubljana |

### International
- 2001 Aufstieg in die Division I bei der U20-Junioren-Weltmeisterschaft der Division II
- 2004 Aufstieg in die Top-Division bei der Weltmeisterschaft der Division I, Gruppe B
- 2007 Aufstieg in die Top-Division bei der Weltmeisterschaft der Division I, Gruppe B
- 2012 Aufstieg in die Top-Division bei der Weltmeisterschaft der Division I, Gruppe A

## EBEL-Statistik
(Stand: Ende der Saison 2013/14)